# Oksim
Oksim je hemijsko jedinjenje iminske klase, sa opštom formulom  organski bočni lanac, a R2 može da bude vodonik, u aldoksimu, ili neka druga organska grupa, u ketoksimu. O-supstituisani oksimi formiraju bliko srodnu familiju jedinjenja. Amidoksimi su oksimi amida sa opštom strukturom RC(=NOH)(NRR').
Oksimi se obično formiraju reakcijom hidroksilamina i aldehida ili ketona. Termin oksim datira iz 19-tog veka, kao kombinacija reči oksigen i imin.

## Struktura i osobine
Oksimi se javljaju kao dva geometrijska stereoizomera: syn izomer i anti izomer. Aldoksimi, izuzev aromatičnih aldoksima koji postoje samo kao anti izomeri, i ketoksimi se mogu skoro potpuno razdvojiti.
Oksimi imaju tri karakteristična opsega u infracrvenom spektru, na talasnim dužinama 3600 (O-H), 1665 (C=N) i 945 (N-O).
U vodenom rastvoru, alifatični oksimi su 102- do 103-puta otporniji na hidrolizu od analognih hidrazona.